# Nikita Mazepin
Nikita Mazepin (en russe : Ники́та Дми́триевич Мазе́пин), né le 2 mars 1999 à Moscou, en Russie, est un pilote automobile russe. Vice-champion du championnat de GP3 Series 2018, il participe à 21 Grands Prix de Formule 1 en 2021, au sein de l'écurie Haas F1 Team. Alors qu'il devait poursuivre avec la même écurie en 2022, son contrat est rompu en mars, dans le contexte de l'invasion de l'Ukraine par la Russie.

## Biographie

### 2014-2015: débuts en monoplace
Fils de l'oligarque russe Dmitry Mazepin (en), Nikita Mazepin commence sa carrière en monoplace en fin d'année 2014, en MRF Challenge. Il dispute les quatre courses de Losail, au Qatar, et inscrit 36 points.
En 2015, il rejoint Josef Kaufmann Racing en Formula Renault 2.0 NEC et obtient un podium au Red Bull Ring ; il termine douzième du championnat et participe également aux Toyota Racing Series, avec une huitième place comme meilleur résultat.

### 2016-2017: passage en Formule 3
En 2016, alors qu'il n'a pas encore dix-sept ans, Mazepin met un pied en Formule 1 en devenant le pilote de développement de l'écurie Force India. Il teste alors la Force India VJM09 à plusieurs reprises. En parallèle, il passe en championnat d'Europe de Formule 3 avec Hitech GP. Avec seulement dix points, il se classe vingtième et participe aussi à son premier Grand Prix de Macao mais ne voit pas l'arrivée.
La saison suivante, le Russe rempile pour une année supplémentaire avec Hitech GP. Il monte trois fois sur le podium, une fois à Spa-Francorchamps et deux autres fois à Spielberg ; il poursuit également dans son rôle de pilote de développement chez Force India.

### 2018-2020: vice-champion de GP3 Series et passage en Formule 2

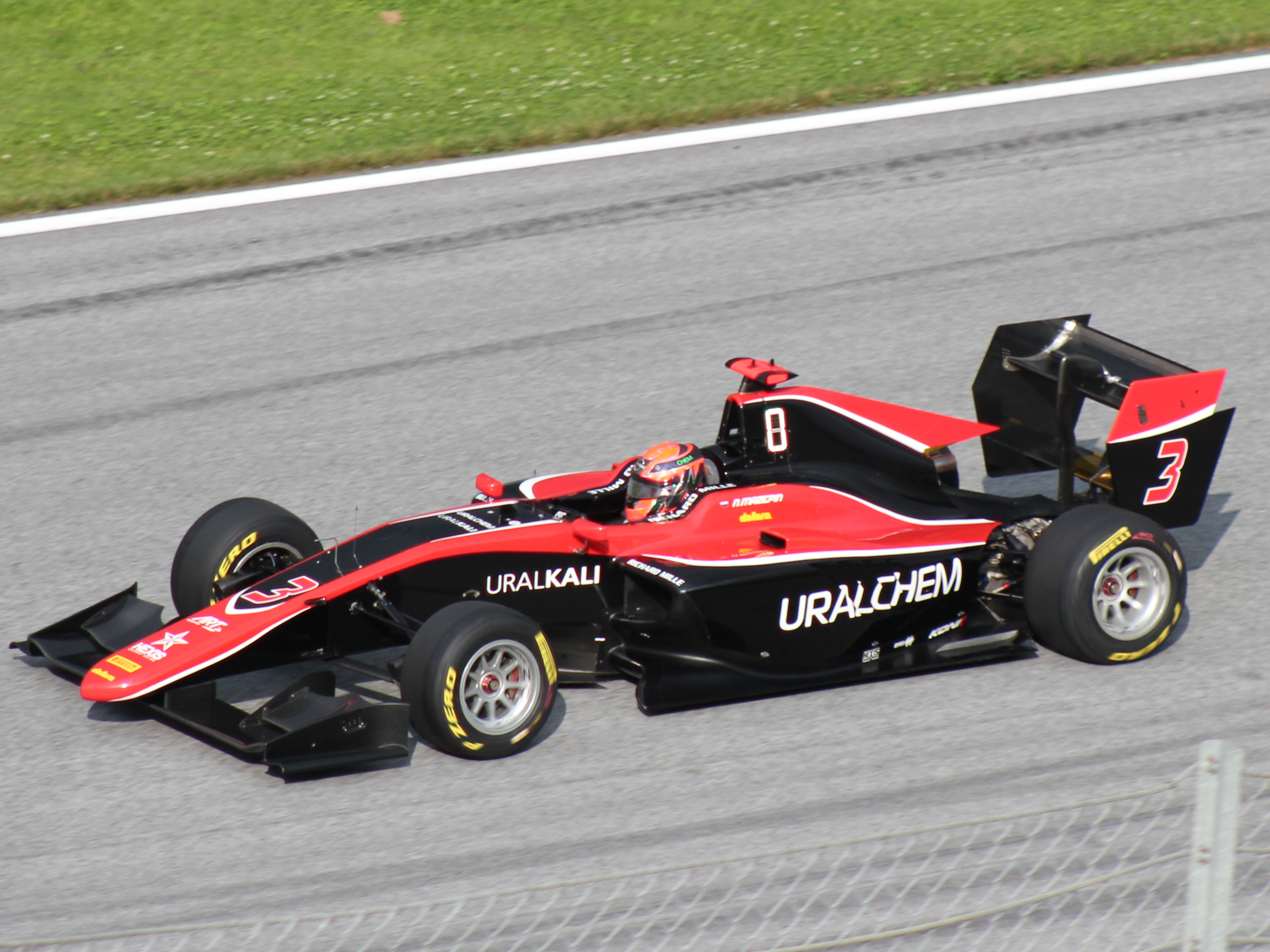
Nikita Mazepin sur le Red Bull Ring en GP3 Series en 2018.

Nikita Mazepin gravit un nouvel échelon en 2018 en signant chez ART Grand Prix en GP3 Series. Il se montre rapidement à l'aise en remportant la première course de l'année à Barcelone, puis en brillant de nouveau en Autriche, où il décroche la deuxième place. Il remporte trois autres courses, au Hungaroring, à Spa-Francorchamps, puis à Yas Marina. Il termine vice-champion avec 198 points, avec seize points de retard sur le champion Anthoine Hubert.

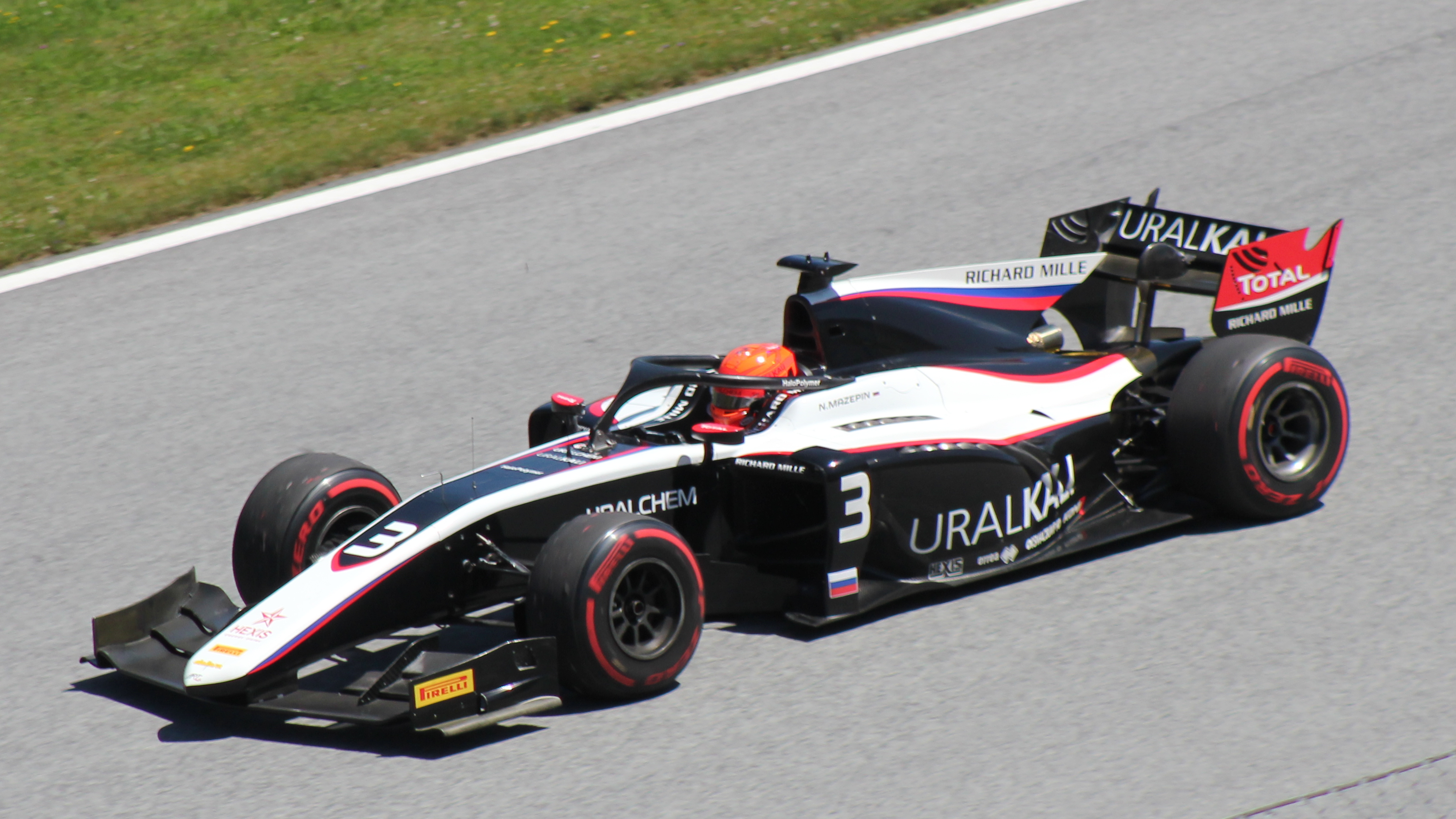
Nikita Mazepin sur le Red Bull Ring en Formule 2 en 2019.

Nikita Mazepin est promu par ART Grand Prix en Formule 2 ; il connaît une saison difficile avec seulement onze points, notamment en comparaison avec son équipier Nyck de Vries, sacré champion. Cette même année, il prend le volant de la Mercedes-AMG F1 W10 EQ Power+, lors d'une journée d'essais privés à Barcelone.
Il rebondit en 2020 en retrouvant son ancienne écurie Hitech GP, nouvelle dans le championnat, aligné aux côtés de l'expérimenté Luca Ghiotto. Il obtient la première victoire de sa carrière lors de la course principale à Silverstone et remporte son deuxième succès au Mugello. À l'issue de la saison, il se classe cinquième du championnat avec 164 points.

### 2021: débuts tumultueux en Formule 1 avec Haas

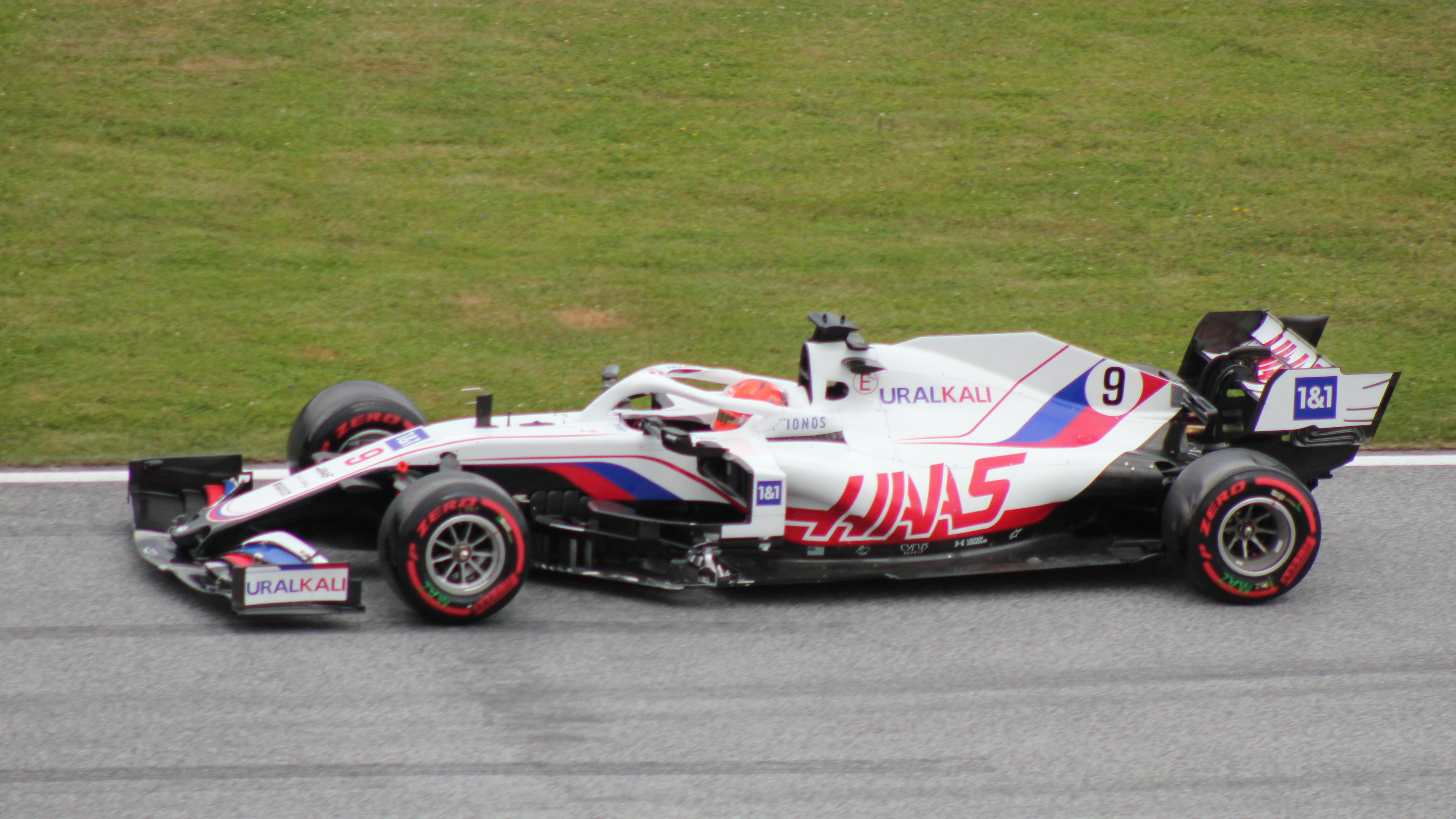
Mazepin au volant de la Haas VF-21 en Autriche.

Le 1er décembre 2020, Haas F1 Team annonce la titularisation de Nikita Mazepin pour la saison 2021 de Formule 1. Une semaine plus tard, une vidéo du pilote touchant la poitrine d'une femme assise à l’arrière d’une voiture alors qu'il est installé sur le siège passager est publiée sur les réseaux sociaux. Bien que supprimée rapidement d'Instagram, la vidéo devient virale. Si la jeune femme prend la défense du pilote dans une publication Instagram en expliquant que le geste de Mazepin ne se voulait pas humiliant ou blessant, Mazepin et elle étant amis, le pilote ne peut faire autrement que de présenter ses excuses. Un temps menacé, le Russe est finalement officiellement confirmé par Haas F1 Team le 23 décembre 2020.
Le 27 mars 2021, lors de la première séance de qualifications du Grand Prix de Bahreïn, Mazepin dépasse plusieurs pilotes dans l'avant-dernière ligne droite du circuit alors que ceux-ci préparent leur dernière tentative. À cette occasion, il enfreint l'accord informel entre pilotes de ne pas perturber leurs tours de préparation. Partant en tête à queue dans le premier virage à cause d'un problème avec ses freins électroniques, il prive ces pilotes de leur tentative. Le jour de la course, il perd le contrôle de sa monoplace à la ré-accélération du deuxième virage et achève sa course dans le mur de pneus.
Il se distingue de nouveau sur le Grand Prix d'Émilie-Romagne lors de la première séance d'essais libres, partant en tête à queue dans le dernier virage du circuit à l'issue de son premier tour puis en fin de séance, déclenchant un drapeau rouge et privant les pilotes de test de départ.
Lors de la cinquième épreuve de la saison à Monaco, il devance pour la première fois son équipier Mick Schumacher. Pour sa première saison en Formule 1, il finit dernier du classement des pilotes en n'ayant marqué aucun point. 

### 2022: contrat rompu par Haas
Les premiers essais pour la saison 2022 se déroulent sur le circuit de Catalunya à Barcelone, au moment même où les forces armées russes envahissent l'Ukraine le 24 février. Cette invasion met l'écurie Haas dans une position difficile, car son principal sponsor, Uralkali, appartient au milliardaire russe Dmitry Mazepin (en), le père de Nikita. Lors de la troisième journée d'essais, la Haas VF-22 roule donc sans les couleurs rappelant le drapeau russe et sans le nom de l'entreprise qui la parraine. 
Nikita Mazepin, comme tous les pilotes russes et biélorusses, a fait l'objet d'une réunion du conseil mondial de l'automobile, le 1er mars, celui-ci devant statuer sur son devenir dans le contexte de l'invasion de l'Ukraine par la Russie et de l'exclusion de sportifs et équipes russes et biélorusses dans de nombreux sports. Ces pilotes pourront courir par principe dans les différents championnats disputés sous l'égide de la FIA « sous statut neutre et sous le drapeau de la FIA, sous réserve d'un engagement spécifique et du respect des principes de paix et de neutralité politique de la FIA ». Ceci ne préjuge pas de son maintien au sein de l'équipe Haas. Toutefois, le lendemain de la décision de la FIA autorisant les pilotes russes et biélorusses à participer à ses compétitions sous une bannière neutre, la fédération anglaise choisit de s'en tenir aux recommandations du Comité international olympique ce qui, de fait, empêchera Nikita Mazepin de participer au Grand Prix de Grande-Bretagne.
Le 5 mars 2022, Haas F1 Team annonce simultanément la rupture du contrat avec le pilote russe ainsi que celui avec son sponsor-titre Uralkali,. Réagissant à cette annonce, Nikita Mazepin explique que cette décision a été prise « de manière unilatérale et sans procédure » alors même qu'il souhaitait se conformer aux exigences de la FIA : « Je suis très déçu d'apprendre qu'il a été mis fin à mon contrat en Formule 1. Même si je comprends les difficultés, la décision de la FIA ainsi que ma volonté continue d'accepter les conditions proposées afin de pouvoir poursuivre ont été totalement ignorées et aucune procédure n'a été suivie dans cette mesure unilatérale. À ceux qui ont essayé de comprendre, mes remerciements sont éternels. J'ai énormément apprécié mon passage en Formule 1 et j'espère vraiment que nous pourrons tous nous retrouver dans de meilleurs moments. »
Le 9 mars 2022, Haas annonce son remplacement par Kevin Magnussen, qui fait son retour dans l'écurie américaine après un an loin de la Formule 1. 
En juillet 2022, il retourne derrière un volant pour le Silk Way Rally (rallye-raid), dont il remporte la catégorie SSV T3.

## Carrière

### Résultats en championnat du monde de Formule 1
| Saison | Écurie                | Châssis | Moteur           | Pneus   | GP disputés | Pole positions | Victoires | Podiums | Meilleurs tours | Abandons | Points inscrits | Classement |
| ------ | --------------------- | ------- | ---------------- | ------- | ----------- | -------------- | --------- | ------- | --------------- | -------- | --------------- | ---------- |
| 2021   | Uralkali Haas F1 Team | VF-21   | Ferrari V6 turbo | Pirelli | 21          | 0              | 0         | 0       | 0               | 5        | 0               | 21e        |

| 2021          | Uralkali Haas F1 Team | Haas VF-21 | Ferrari V6 turbo hybride | BAH Abd. | EMI 17 | POR 19 | ESP 19 | MON 17 | AZE 14 | FRA 20 | STY 18 | AUT 19 | GBR 17 | HON Abd. | BEL 17 | P-B Abd. | ITA Abd. | RUS 18 | TUR 20 | USA 17 | MEX 18 | BRE 17 | QAT 18 | ARA Abd. | ABU Forf. | 0 | 21e |
| Légende : ici |                       |            |                          |          |        |        |        |        |        |        |        |        |        |          |        |          |          |        |        |        |        |        |        |          |           |   |     |

### Carrière avant la Formule 1
| Saison    | Championnat                                 | Écurie                | Courses         | Victoires       | Pole positions  | Meilleurs tours | Podiums         | Points          | Classement      |
| --------- | ------------------------------------------- | --------------------- | --------------- | --------------- | --------------- | --------------- | --------------- | --------------- | --------------- |
| 2014-2015 | MRF Challenge Formula 2000                  | MRF Racing            | 4               | 0               | 0               | 0               | 1               | 36              | 10e             |
| 2015      | Formule Renault 2.0 NEC                     | Josef Kaufmann Racing | 16              | 0               | 0               | 0               | 1               | 125.5           | 12e             |
| 2015      | Eurocup Formula Renault 2.0                 | Josef Kaufmann Racing | 7               | 0               | 0               | 0               | 0               | N/A†            | n.c             |
| 2015      | Toyota Racing Series                        | ETEC Motorsport       | 16              | 0               | 0               | 0               | 0               | 304             | 18e             |
| 2016      | Championnat d'Europe de Formule 3           | Hitech GP             | 30              | 0               | 0               | 0               | 0               | 10              | 20e             |
| 2016      | Eurocup Formula Renault 2.0                 | AVF by Adrián Vallés  | 4               | 0               | 0               | 0               | 0               | 11              | 16e             |
| 2016      | Championnat de Grande-Bretagne de Formule 3 | Carlin Motorsport     | 3               | 1               | 0               | 0               | 1               | 51              | 23e             |
| 2016      | Formule 1                                   | Force India           | Pilote d'essais | Pilote d'essais | Pilote d'essais | Pilote d'essais | Pilote d'essais | Pilote d'essais | Pilote d'essais |
| 2017      | Championnat d'Europe de Formule 3           | Hitech GP             | 30              | 0               | 0               | 1               | 3               | 108             | 10e             |
| 2018      | GP3 Series                                  | ART Grand Prix        | 18              | 4               | 1               | 5               | 8               | 198             | 2e              |
| 2018      | Formule 1                                   | Force India           | Pilote d'essais | Pilote d'essais | Pilote d'essais | Pilote d'essais | Pilote d'essais | Pilote d'essais | Pilote d'essais |
| 2019      | Formule 2                                   | ART Grand Prix        | 22              | 0               | 0               | 0               | 0               | 11              | 18e             |
| 2019-2020 | Championnat d'Asie de Formule 3             | Hitech GP             | 15              | 1               | 0               | 0               | 4               | 186             | 3e              |
| 2020      | Formule 2                                   | Hitech GP             | 24              | 2               | 0               | 2               | 6               | 164             | 5e              |

† Mazepin est un pilote invité inéligible pour les points.